# Columbia–Wrightsville Bridge
Die Columbia–Wrightsville Bridge, seit 1980 offiziell die Veterans Memorial Bridge, führt die Pennsylvania Route 462 zwischen den Orten Columbia und Wrightsville über den Susquehanna River in Pennsylvania, USA.
Die Brücke wurde 1984 in die Liste der Historic Civil Engineering Landmarks der American Society of Civil Engineers aufgenommen.

## Beschreibung
Die Brücke ist einschließlich der beiden Rampenbrücken 2029 m (6657 ft) lang. Sie hat eine Fahrbahn, die mit 12 m Breite für zwei Fahrspuren ungewöhnlich viel Platz bietet, und einen 1,80 m breiten Gehweg auf der flussabwärtigen Seite. In Wrightsville überquert sie eine örtliche Straße und die Uferbebauung vor dem Fluss, in Columbia ebenfalls eine Straße und die Gleise der Columbia and Port Deposit Branch. 
Rund 50 m oberhalb der Brücke stehen noch die Pfeilerstümpfe der Pennsylvania Railroad Bridge, die 1963 abgebrochen wurde, und in knapp 900 m sieht man die Wrights Ferry Bridge, die die U.S. Route 30 über den Fluss führt.
Die Columbia–Wrightsville Bridge überquert den Fluss mit einer 1624,6 m langen Reihe von 28 Betonbögen mit Stützweiten von 56,38 m (185 ft). Die Bögen haben jeweils 3 Rippen aus Stahlbeton, auf denen der Fahrbahnträger aufgeständert ist. Die etwas über die Brüstungen hinausragenden Pfeiler sorgen für eine rhythmische Gliederung der langen Reihe.
An die Betonbögen schließen sich auf beiden Seiten unterschiedlich lange Felder aus Balkenbrücken an.

## Geschichte
Die Brücke steht an einem Ufer in Lancaster County und am anderen Ufer in York County, was besondere Anstrengungen im Vorfeld ihres Baus erforderte. In den 1920er Jahren stieg der Autoverkehr rasch an. Der Lincoln Highway war die erste Straße von Küste zu Küste. Die Pennsylvania Railroad Bridge, die auch als Straßenbrücke diente, konnte den Verkehr nicht mehr bewältigen. Aber für eine Straßenbrücke mussten erst die gesetzlichen Grundlagen geschaffen werden. Ein Referendum von 1925 in beiden Counties ergab eine große Unterstützung für die Brückenpläne. Die Zustimmung des U.S. Congress zu dem Brückenbau wurde eingeholt. Die Finanzierung durch die beiden Counties auf der Basis von Mauteinnahmen  wurde geregelt. Klagen wegen der mangelnden Verfassungsmäßigkeit der ergangenen Entscheidungen wurden abgewickelt.
Schließlich wurde James B. Long im August 1928 zum Chief Engineer bestellt. Er legte am 18. Februar 1929 die Pläne und Spezifikationen für die Brücke  vor. Die Ausschreibung wurde am 9. März veröffentlicht und am 9. April 1929 wurden die Angebote eröffnet. Am 26. April 1929 erhielt Wiley-Maxon Construction Co. den Zuschlag für $ 2.484.000. Eine Bonus-Malus-Regelung sah $ 400 pro Tag der vorzeitigen bzw. verspäteten Fertigstellung vor. Die Brücke wurde am 29. September 1930 fertiggestellt – 140 Tage vor dem vertraglichen Termin.
Zum Bau der Brücke wurden an beiden Ufern zwei vollständige Baustellen eingerichtet, die in 11,5-Stunden-Schichten rund um die Uhr arbeiteten. Von jedem Ufer aus wurde als erstes eine hölzerne Trestle-Brücke errichtet. Auf ihr kamen die Arbeiter zu ihrem Einsatzort. Kleine Baustellenbahnen schafften auf ihr das benötigte Material mit fast 30 km/h heran. Fünf Portalkrane mit 25 m langen Auslegern fuhren hoch über den Baustellenbahnen und sorgten für die Verteilung.
Stählerne Bogen dienten als Lehrgerüste. In den ersten 5 Brückenfeldern wurde je ein Stahlbogen für die äußere Betonrippe aufgestellt. Nachdem die Rippen betoniert waren und 7 Tage abgebunden hatten, wurden die Stahlbogen zu den mittleren Rippen verschoben, dann zu den dritten Rippen. Anschließend wurden die Stahlbogen auf flachen Wagen zu den nächsten 5 Brückenfeldern gezogen. Der routinierte wiederholte Einsatz dieser Stahlbogen war wohl der Schlüssel zu der schnellen Fertigstellung der Brücke.
Die Mautpflicht wurde im Januar 1943 beendet.